# Музей-криївка УПА (Басівка)
Музей-криївка УПА — музей, що розташований у селі Басівка Пустомитівського району Львівської області. Знаходиться на території Лапаївського лісництва в кварталі 38. Офіційне посвячення музею-криївки було 7 вересня 2014 році. На відкритті були присутні духовенство, представники влади, представники лісової галузі та ветерани визвольного руху. 

## Історія
Саме на цьому місці 16 серпня 1955 року відбувся бій між упівцями і загоном НКВД. Сили були не рівні. Чисельна перевага загону карателів дала можливість оточити село потрійним кільцем. Група упівців складалася з трьох чоловік: командира Гнатіва Михайла (псевдо «Скорий»), Янкевича Степана (псевдо «Крук»), Кулик Володимири (псевдо «Андрійка»). Повстанці не мали жодної можливості на прорив і не мали права на швидку загибель, бо треба було знищити архівні матеріали УПА. «Скорий» і «Крук» тримали оборону, а «Андрійка» спалювала документи. Співробітники НКВС, побачивши що повстанці живими не здадуться, позакидали їх гранатами. «Скорий» загинув, а «Крука» і «Андрійку» поранених і непритомних забрали у «Тюрму на Лонцького».
До схованки упівців, які створили тут підпільну типографію, це укриття використовувалося бійцями польсько-української війни 1918—1919 рр. Криївка була знайдена у 1970-х роках лісниками, однак солдати усе розібрали.
У ніч з 1 на 2 січня 2017 року музей згорів. Криївка згоріла повністю. Ймовірною причиною пожежі став навмисний підпал. Правоохоронці крім умисного підпалу, розглядали і необережне поводження з вогнем та порушення правил пожежної безпеки.
Директор музею-криївки Іван Попович впевнений, що займання не могло виникнути під землею. «На мою думку, зверху через віддушини, яких у нас шість, залили якусь горючу речовину і підпалили. Вважаю, що не випадково такий інцидент стався у ніч з 1 на 2 січня, коли націоналісти святкують 108-у річницю з дня народження голови Проводу ОУН, Героя України Степана Бандери», — розповів прес-службі ВО «Свобода» директор музею-криївки.
У 2019 році музей відновлено і він продовжує працювати.

## Опис
Сучасна криївка відбудована й облаштована за описом Володимири Кулик на прізвисько Андрійка, яка свого часу жила у схованці і була в ній у час бою 1955 році. Навколо криївки проглядаються зарослі лінії оборони, а всередині розміщені експонати періодів польсько-української та Першої світової воєн, які точилися в околицях.
Сама схованка складається з двох основних приміщень, між якими прокладено тунель завдовжки 30 м. Одна кімната була розрахована для проводу повстанців, в іншій вели документацію жінки-друкарки (до 1952 року). Сьогодні тут зберігаються каганці, піч, друкарські машинки та побутові речі повстанців; також відтворені дворівневі ліжка-нари.
У тунелі розміщена міні-каплиця, одним з експонатів якої є «Молитовник українського народу» (1947 року видання). Цілком новим приміщенням стала музейна кімната криївки, де розміщені накази на нагордження упівців та фото з зображенями нагород, є брошурка «Літопис УПА», стенд з буфонами-грошима, світлини та листи Андрійки тощо.
Криївка стала місцем для фільмування — тут знімалися кінострічки «Останній бій в Басівці», «Історія однієї криївки», фільми про головокомандуючого УПА Василя Кука, січового стрільця Дмитра Вітовського. На цьому місці зафільмований цікавий сюжет про ставлення упівців до куріння та акоголю.